# Kołomyja (województwo podlaskie)
Kołomyja – wieś w Polsce położona w województwie podlaskim, w powiecie zambrowskim, w gminie Rutki.
Wierni kościoła rzymskokatolickiego należą do parafii Wniebowzięcia Najświętszej Maryi Panny w Kołakach Kościelnych.

## Historia
W latach 1921 – 1925 wieś, folwark i tartak leżał w województwie białostockim, w powiecie łomżyńskim, w gminie Kossaki-Rutki a od 1925 w gminie Rutki.
Według Powszechnego Spisu Ludności z 1921 roku zamieszkiwało:
- wieś – 154 osoby w 20 budynkach mieszkalnych
- folwark – 85 osób, 83 było wyznania rzymskokatolickiego, 2 prawosławnego. Jednocześnie 81 mieszkańców zadeklarowało polską przynależność narodową, 4 rosyjską. Było tu 5 budynków mieszkalnych[7].
- tartak (obecnie nieistniejący) – 8 osób w 1 budynku mieszkalnym

Miejscowości należały do parafii rzymskokatolickiej w Kołakach. Podlegała pod Sąd Grodzki w Zambrowie i Okręgowy w Łomży; właściwy urząd pocztowy mieścił się w Kołakach.
W wyniku napaści ZSRR na Polskę we wrześniu 1939 miejscowość znalazła się pod okupacją sowiecką. Od czerwca 1941 roku pod okupacją niemiecką. Od 22 lipca 1941 do 1945 włączona w skład Landkreis Lomscha, Bezirk Bialystok III Rzeszy.
W latach 1975–1998 miejscowość administracyjnie należała do województwa łomżyńskiego.